# Programska podrška
Programska podrška (još i softver, programska oprema, programska potpora) je neopipljivi dio računala (eng. soft znači meko, nježno) u kojeg se ubrajaju programi i podaci koji se nalaze na računalu, ne uključujući operacijski sustav, za razliku od mehaničkih i elektroničkih dijelova koji zajedno čine sklopovlje (eng. hardware). Termin "softver" (eng. software) prvi je rabio John W. Tukey 1957. godine.

## Povijest
Algoritam za ono što se smatra prvim softverom napisala je Ada Lovelace u 19. stoljeću za nadolazeći analitički stroj. Izradila je dokaz koji su trebali izračunati Bernoulli brojeve. Poradi dokaza i algoritma ona se smatra prvim računalskim programerom.
Prvu teoriju o softveru, prije stvaranja današnjih suvremenih računala, predložio je Alan Turing u svom eseju iz 1935. On Computable Numbers, with an Application to the Entscheidungsproblem (O računalskim brojevima, uz primjenu na Entscheidungsproblem – problem odluke).
To je na kraju dovelo do stvaranja akademskog polja računalne nauke i softverskog inženjerstva. Računalstvo je teorijska doktrina o računalima i softveru, dok je softverski inženjering primjena inženjeringa i razvoja softvera.
Prije 1946. softver još nije bio program spremljen u memoriji digitalnih računara kao što je danas ustaljeno. Prvi uređaji za elektroničko računanje su nanovo spajani žicama kako bi bili ponovno programirani. Najranija upotreba termina "softver" u inženjerskom aspektu zabilježena je u kolovozu 1953. u radu Richarda R. Carharta.

## Odnos softvera i strojevine (hardvera) računala
- sistemski softver su programi bitni za rad strojevine računala i pomažu u njegovu radu. Sistemski softver obuhvaća operacijski sustav, pogonitelje (pokretače) uređaja (device drivers), dijagnostički softver, izbornik, itd
- aplikacijski softver su programi koji izvršavaju po jednu ili više uskih zadaća. Tipične aplikacije su na primjer; baza podataka, računalna igra, obrazovni softver, itd.
- programski softver su programi koje programeri koriste za vrijeme stvaranja programa: obrađivač teksta, programi prevoditelji, ...

## Način rada
- interpretirani kod
- prevedeni kompajlirani kod

## Inačice softvera
Kako vrijeme odmiče, tako se pojavljuju nove inačice svakog kvalitetnog softvera (primjenjuje se ista logika kao i kod automobilske industrije). Kako tehnologija napreduje, ljudi je žele koristiti, a vole i redizajn starih stvari. Obično se programi označavaju brojevima u rastućem nizu (1.0, 2.0 itd.) Ponekad autori (proizvođači) neke programe odmah nazovu 2.0 ili 3.0, čime žele reći da su njihovi programi dobri i stabilni, jer su već davno prošli inačicu 1.0. Također se događa da se neki brojevi preskoče.
Kad se radi o softveru otvorenog koda, često su publici dostupne razne inačice dotičnog softvera, npr. stare verzije, prije godinu, dvije ili čak i više dana, zatim zadnja stabilna (provjerena) inačica, te beta inačica (program koji još nije prošao testiranje, no možete ga koristiti na vlastitu odgovornost, i ako dođe do problema javiti ih autorima softvera i na taj im način pomoći u izradi boljeg programa).

## Vanjske poveznice
- MediaWiki